# Северный форум
Северный форум (англ. The Northern Forum) — международная неправительственная организация северных регионов, образованная по инициативе региональных правительств префектуры Хоккайдо (Япония), штата Аляска (США), Магаданской и Камчатской областей (СССР) в 1991 году на конференции «Сотрудничество в меняющемся мире», проходившей в Анкоридже. В 1992 году Северный Форум получил аккредитацию в ООН как неправительственная организация и статус наблюдателя в Арктическом совете.
Штаб-квартира (Исполнительный секретариат) изначально располагалась в Анкоридже, функционировал вспомогательный секретариат в Стокгольме. Второй (ассоциированный) секретариат работал в Якутске с момента вступления в организацию Республики Саха (Якутия) в октябре 1993 года, который позднее был упразднён  в сентябре 2006 года.
Ближе к концу 2010-х годов активность организации постепенно снизилась, сократилось количество регионов-членов, появились долги. В связи с этим, основной секретариат инициативе председательствующего региона — Республики Саха (Якутия) в 2013 году был перенесен в Якутск, где работает и поныне. В течение председательства Республики Саха (Якутия) в 2011—2015 годах, организация встала на курс восстановления — были погашены все долги, активизировалась работа по проектам, увеличилось членство регионов и бизнес-партнеров.
Северный Форум является также и некоммерческой организацией, главной ценностью которой является улучшение качества жизни на Севере, а также поддержка устойчивого развития туризма и осуществление инициатив в сфере социально-экономического сотрудничества между северными регионами. Говоря простыми словами, Северный Форум — это площадка для диалога между регионами, причем не только межправительственного, но и научного и делового. Используя статус серьезной международной организации с губернаторским председательством, руководители компаний и предприниматели, ученые, медики, руководители образовательных, социальных проектов могут получить прямой и быстрый доступ на международную площадку и озвучить свои идеи, обратиться с призывом, повысить осведомленность или просто презентовать свою деятельность.

## Регионы-члены
- Аляска (США)
- Еврейская автономная область (Российская Федерация)
- Камчатский край (Российская Федерация)
- Канвондо (Республика Корея)
- Красноярский край (Российская Федерация)
- Магаданская область (Российская Федерация)
- Ненецкий автономный округ (Российская Федерация)
- Республика Саха (Якутия) (Российская Федерация)
- Хабаровский край (Российская Федерация)
- Ханты-Мансийский автономный округ – Югра (Российская Федерация)
- Чукотский автономный округ (Российская Федерация)
- Ямало-Ненецкий автономный округ (Российская Федерация)

## Председательство
- 1992—1994:  Аляска — Уолтер Хикель
- 1994—1997:  Нордланд — Сигбьорн Эриксен
- 1997—2001:  Республика Саха (Якутия) — Михаил Николаев
- 2001—2005:  Лапландия — Ханнеле Покка
- 2005—2009:  Ханты-Мансийский автономный округ – Югра — Александр Филипенко
- 2009—2011:  Юкон — Деннис Фенти,  Нунавут — Ева Аариак
- 2011—2015:  Республика Саха (Якутия) — Егор Борисов
- 2015—2018:  Красноярский край — Виктор Толоконский (2015—2017), Александр Усс (2017—2018)
- 2018—2021:  Ненецкий автономный округ — Александр Цыбульский (2018—2020), Юрий Бездудный (2020—2021)
- 2021—2022:  Лапландия — Мика Риипи
- 2022—2023:  Ненецкий автономный округ — Юрий Бездудный (как и.о. Председателя)
- 2023—наст. время:  Ханты-Мансийский автономный округ – Югра — Наталья Комарова

## Структура организации

### Совет губернаторов
- Наталья Комарова, Губернатор Ханты-Мансийского автономного округа — Югры — председатель
- Юрий Бездудный, Губернатор Ненецкого автономного округа — заместитель председателя
- Майк Данливи, Губернатор штата Аляска
- Ростислав Гольдштейн, Губернатор Еврейской автономной области
- Владимир Солодов, Губернатор Камчатского края
- Ким Джин Тхэ, Губернатор провинции Канвондо
- Михаил Котюков, Губернатор Красноярского края
- Сергей Носов, Губернатор Магаданской области
- Айсен Николаев, Глава Республики Саха (Якутия)
- Михаил Дегтярев, Губернатор Хабаровского края
- Владислав Кузнецов, Губернатор Чукотского автономного округа
- Дмитрий Артюхов, Губернатор Ямало-Ненецкого автономного округа

### Комитет региональных координаторов
- Эдуард Исаков, Сенатор Совета Федерации от исполнительного органа государственной власти Ханты-Мансийского автономного округа — Югры — председатель
- Сергей Кунгурцев, Председатель Комитета по международным и межрегиональным связям Департамента цифрового развития, связи и массовых коммуникаций Ненецкого автономного округа — заместитель председателя
- Анна Тарасенко, Заместитель Председателя Правительства Еврейской автономной области
- Дмитрий Корестелев, Заместитель Председателя Законодательного собрания Камчатского края, президент Торгово-промышленной палаты Камчатского края
- Сергей Верещагин, Заместитель Председателя Правительства Красноярского края
- Дмитрий Портнов, Заместитель Председателя Правительства Магаданской области
- Гаврил Кириллин, Министр по внешним связям и делам народов Республики Саха (Якутия)
- Валентина Филоненко, Первый заместитель министра экономического развития Хабаровского края
- Эркин Закиров, Начальник Управления по делам международного сотрудничества и Арктики Чукотского автономного округа
- Александр Подорога, Заместитель Губернатора Ямало-Ненецкого автономного округа